# Mesoleptus aequilatus
Mesoleptus aequilatus là một loài tò vò trong họ Ichneumonidae.